# Acicula multilineata
Acicula multilineata е вид охлюв от семейство Aciculidae. Видът е уязвим и сериозно застрашен от изчезване.

## Разпространение
Разпространен е в Гърция.